# Sander Scheurwater
Sander Scheurwater, mieux connu sous le nom de De Mosselman, est un producteur et DJ néerlandais de happy hardcore. Il est considéré par les médias néerlandais comme une icône du genre.

## Biographie
Il est d'abord membre du groupe Human Resource (connu pour la chanson Dominator). Au début de 1997, il se fait connaître par sa chanson Mossels, une reprise happy hardcore de la chanson pour enfants Zeg ken jij de Mosselman ? Cette chanson devient un grand succès. Son deuxième single, Opzij, est beaucoup moins populaire. Après sa courte mais fructueuse carrière d'artiste, il ouvre un restaurant à Sliedrecht. Deux ans plus tard, il commence à travailler dans un magasin de cuisine et, après la faillite de celui-ci, il crée sa propre entreprise de cuisine avec un partenaire.
En 2010, Scheurwater sort Sha-La-Lie-Sha-La-La (Ik Ben Verliefd) sous le même pseudonyme. Il s'agit d'une reprise happy hardcore de la chanson de Sienekes Ik ben verliefd (Sha-la-lie), la contribution néerlandaise au Concours Eurovision de la chanson 2010.

## Discographie

### Albums studio
- 1997 : Mosselmania

### Singles
- 1997 : Mossels (12e des Single Top 100[7])
- 1997 : Opzij (61e des Single Top 100[8])
- 2010 : (Ik ben verliefd) Sha-la-lie sha-la-la (8e des Single Top 100[9])
- 2011 : De engel (82e des Single Top 100[10])